# يان كوكرين
يان كوكرين (بالإنجليزية: Ian Cochrane)‏ هو كاتب بريطاني، ولد في 7 نوفمبر 1941، وتوفي في 7 سبتمبر 2004.